# Kmart Australia
 (octobre 2019).
Kmart Australia Limited est une chaîne australienne de magasins de détail (magasins à bas prix), appartenant à Wesfarmers. Elle exploite 228 magasins en Australie et en Nouvelle-Zélande, avec son siège social situé à Mulgrave, Melbourne.